# Nuoto ai XVII Giochi del Mediterraneo - 50 metri farfalla femminili
Le gare di nuoto nella categoria 50 metri farfalla femminili si sono tenute il 24 giugno 2013 al Yeni Olimpik Yüzme Havuzu di Mersin.

## Calendario
Fuso orario EET (UTC+3).
| Data      | Ora   | Turno    |
| --------- | ----- | -------- |
| 24 giugno | 9:50  | Batterie |
| 24 giugno | 18:10 | Finale   |

## Risultati
Le 11 atlete vengono inquadrate in due batterie rispettivamente da 5 e 6 nuotatrici ciascuna. Si qualificano alla finale i primi otto tempi.

### Batterie
| Pos. | Nome                 | Nazione | Tempo | Batt. | Corsia | Note |
| ---- | -------------------- | ------- | ----- | ----- | ------ | ---- |
| 1    | Farida Osman         | Egitto  | 26"60 | 2     | 4      | Q    |
| 2    | Anna Santamans       | Francia | 26"62 | 2     | 6      | Q    |
| 3    | Beryl Gastaldello    | Francia | 26"98 | 1     | 5      | Q    |
| 4    | Silvia Di Pietro     | Italia  | 27"08 | 2     | 5      | Q    |
| 5    | Kristel Vourna       | Grecia  | 27"25 | 1     | 4      | Q    |
| 6    | Elena Di Liddo       | Italia  | 27"54 | 2     | 3      | Q    |
| 7    | İris Rosenberger     | Turchia | 27"55 | 1     | 3      | Q    |
| 8    | Ezgi Yazıcı          | Turchia | 28"14 | 1     | 6      | Q    |
| 9    | Carla Campo Casajus  | Spagna  | 28"28 | 2     | 2      |      |
| 10   | Konstantina Papailia | Grecia  | 28"76 | 2     | 7      |      |
| 11   | Anxhela Kashari      | Albania | 29"52 | 1     | 2      |      |

### Finale
| Pos. | Atleta            | Nazionalità | Tempo | Corsia |
| ---- | ----------------- | ----------- | ----- | ------ |
|      | Farida Osman      | Egitto      | 26"15 | 4      |
|      | Anna Santamans    | Francia     | 26"53 | 5      |
|      | Silvia Di Pietro  | Italia      | 26"63 | 6      |
| 4    | Beryl Gastaldello | Francia     | 27"12 | 3      |
| 5    | Elena Di Liddo    | Italia      | 27"26 | 7      |
| 6    | Kristel Vourna    | Grecia      | 27"27 | 2      |
| 7    | İris Rosenberger  | Turchia     | 27"45 | 1      |
| 8    | Ezgi Yazıcı       | Turchia     | 27"77 | 8      |